# Ernst Achilles

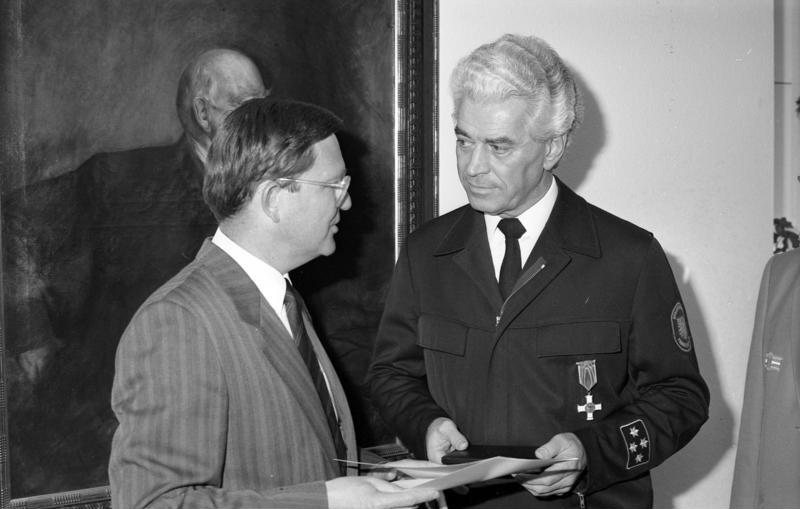
Der Parlamentarische Staatssekretär beim Bundesminister des Innern, Carl-Dieter Spranger (links), überreicht im Bundesministerium des Innern das Ehrenzeichen in Silber der Bundesanstalt THW an den Direktor der Branddirektion Frankfurt, Ernst Achilles.

Ernst Achilles (* 12. Februar 1929 in Duisburg; † 6. Februar 1999 in Frankfurt-Berkersheim) war Direktor der Branddirektion der Stadt Frankfurt am Main und damit Leiter der Frankfurter Feuerwehr. 

## Leben und Wirken
Achilles hatte drei Geschwister; er besuchte ab 1936 die Volksschule in Duisburg und von 1939 bis 1945 die Höhere Schule in Bensberg. Eine Technikerlehre von 1946 bis 1949 schloss er als Bauzeichner ab. Ab 1949 studierte er an der Folkwang-Werkkunstschule in Essen, ab 1952 an der Staatsbau und Landeskunstschule in Mainz. Während des Studiums arbeitete er als Fotograf. 1954 schloss er als Ingenieur für Hochbau ab, danach war er Assistent an der Fakultät für Architektur bei der TH Darmstadt. Am 19. Dezember 1961 verließ er die Feuerwehrschule in Münster als Brandassessor, am 20. Dezember 1961 begann er bei der Berufsfeuerwehr Dortmund, wo er am 1. Januar 1963 zum Brandrat ernannt wurde. Achilles wurde im Mai 1963 Brandrat in Frankfurt am Main. Von 1966 bis 1989 war er dort Leiter der Feuerwehr.
Achilles gilt als ein Vorreiter und Vordenker der medizinischen Notfallrettung durch die Berufsfeuerwehren, die er in Frankfurt am Main einführte. Außerdem forderte er in den 1960er Jahren als einer der Ersten die Einführung von Hubschraubern für die Feuerwehren in Großstädten, sowohl zur Brandbekämpfung als auch zur Rettung von Personen und zum Transport von Schwerstverletzten nach Unglücksfällen. Damals konnte sich Achilles mit seiner Idee noch nicht durchsetzen, heute ist der Einsatz des Rettungshubschraubers bei Polytrauma-Verletzten im bundesdeutschen System der Notfallrettung eine Selbstverständlichkeit.
Wohl auch angesichts der zahlreichen Hochhausneubauten in Frankfurt am Main nach dem Zweiten Weltkrieg beschäftigte sich Achilles intensiv mit dem vorbeugenden Brandschutz. Er galt weltweit als einer der führenden Brandschutzexperten und wurde oft zur Aufklärung von Bränden mit unklarer Ursache als Sachverständiger bestellt, so zum Beispiel beim Brand in einem Asylbewerberheim in Lübeck im Januar 1996.
Außerdem war er Honorarprofessor für Baulichen Brandschutz an der Technischen Universität Darmstadt und an der Fachhochschule Frankfurt.
Als Fachmann in Brandschutzfragen war Achilles auch weit über Deutschlands Grenzen hinaus bekannt. Er war mehrfach in Rundfunk- und Fernsehsondersendungen zu Gast; sein Rat war in Diskussionsrunden und Kommentaren zu aktuellen Unglücksfällen und Katastrophen gefragt. Als internationaler Berater wurde er im Jahr 1986 bei der Nuklearkatastrophe von Tschernobyl sowie im Frühjahr 1991 bei der Bekämpfung der brennenden Ölquellen in Kuwait nach dem Ende des Zweiten Golfkriegs hinzugezogen. 
Bei mehreren Großschadensfällen hatte Ernst Achilles die Einsatzleitung, so zum Beispiel beim Heidebrand im August 1975 in Niedersachsen, bei dem er nach diversen Kompetenz- und Zuständigkeitsstreitigkeiten einen eigenen Sektor übernahm. Ebenso nach dem Tanklastwagenunglück im Juli 1987 im hessischen Herborn, als er sich dort zufällig auf der Bundesautobahn 45 auf der Rückreise nach Frankfurt befand und dabei die Meldung vom Unglück mitbekam. Nach einem Lageüberblick vor Ort forderte er die Frankfurter Berufsfeuerwehr zur Unterstützung der lokalen Einsatzkräfte an.
Die Frankfurter Feuerwehr ist neuen Entwicklungen und Techniken im Brandschutzwesen seit langem aufgeschlossen und oftmals auch das Erprobungsfeld für diese. Nicht zuletzt ist dies auf den Einfluss des Branddirektors Achilles zurückzuführen. Als Beispiel sind hier die phosphoreszierenden gelben Feuerwehrhelme zu nennen, die auf Achilles’ Anregung hin in Deutschland eingeführt wurden und die bis dahin schwarzen Helme ersetzten. Auch der Aufbau der mobilen Leitstellentechnik und Entwicklungen in der Feuerwehrfahrzeug- und Feuerlöschtechnik sind wesentlich von Achilles mitgestaltet worden.
Im Februar 1999 verstarb Achilles nach schwerer Krankheit im Frankfurter Stadtteil Berkersheim.

## Ehrungen und Auszeichnungen
- 1989 Silbernes Ehrenzeichen des Technischen Hilfswerks
- 1990 wurde Ernst Achilles mit dem Bundesverdienstkreuz 1. Klasse geehrt.[2]

Zur Würdigung der herausragenden Leistungen von Achilles wurde am 3. April 2000 der Platz vor der früheren Frankfurter Feuer- und Rettungswache 1 in der Hanauer Landstraße 77 nach ihm benannt.